# Rochefort
Rochefort er en fransk kommune i departementet Charente-Maritime i den vestlige del af landet.